# Дом В. В. Тарновского
Дом В. В. Тарновского или Дом музея украинских древностей Тарновского (укр. Будинок В. В. Тарновського, Будинок музею українських старожитностей Тарновского) — памятник архитектуры местного значения в Чернигове. По состоянию на начало 2022 года здесь размещалась Черниговская областная библиотека для юношества.
11 марта 2022 года здание было повреждено (частично разрушено) в ходе вторжения России на Украину.

## История
В конце XIX века в здании действовал ремесленный класс сиротского дома, и располагался он на тогдашней окраине Чернигова — возле села Бобровица.
После принятия Черниговским губернским земством согласно завещанию В. В. Тарновского (младшего) (1897) его уникальной коллекции — художественных произведений и рукописей, в том числе и Тараса Шевченко (в коллекции 758 предметов были посвящены Тарасу Шевченко, в том числе около 30 автографических произведений, 285 рисунков и картин):
…завещаю в собственность Черниговскому губернскому земству без права отчуждения из г. Чернигова с тем чтобы музей назывался моим именем…
понадобилось место для её размещения. С этой целью в 1900—1901 годах было переоборудовано и достроено здание ремесленного класса сиротского дома, где экспонаты коллекции Тарновского хранились ещё с 1899 года. В 1902 году в здании был открыт общедоступный Черниговский музей украинских древностей. Затем, в 1925 году стал частью исторического музея. До 1979 года (с перерывами) в этом доме находилась экспозиция Черниговского исторического музея; другая экспозиция была расположена в доме № 54. В советские времена завещание Тарновского нарушили — значительную часть экспонатов увезли из Чернигова. Шевченкиану, например, перевезли в Киев, в Национальный музей Тараса Шевченко и в отдел рукописей Института литературы НАН Украины.

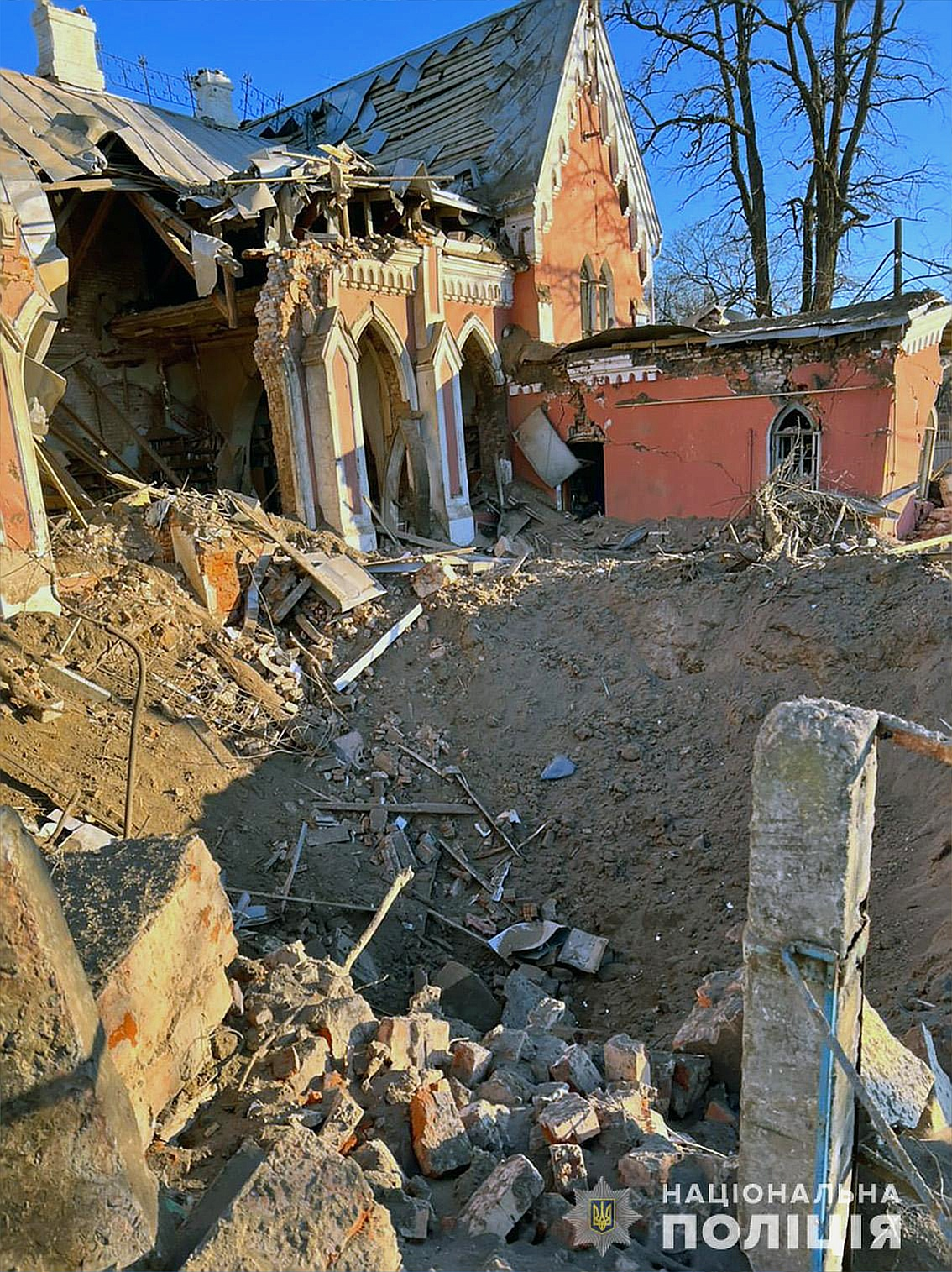
Дом после авиаудара российских войск

С 1980 года (по другим данным, с 1978 года) в доме В. В. Тарновского находится Черниговская областная библиотека для юношества.
Решением исполкома Черниговского областного совета народных депутатов от 26.03.1984 № 118 присвоен статус памятник архитектуры местного значения с охранным № 12-Чг под названием Дом музея украинских древностей Тарновского.
Здание не имеет собственной «территории памятника» и расположено в «комплексной охранной зоне» (которая также включает памятник архитектуры усадебный дом № 54 и два исторических дома), согласно правилам застройки и использования территории. На здании установлена информационная доска.
В ночь на 11 марта 2022 года здание было повреждено (частично разрушено) российской бомбардировкой в ходе боёв за Чернигов при вторжении России на Украину.

## Описание
Одноэтажный, каменный, Т-образный в плане дом. По архитектуре близкий к историзму. В южную стену здания вмонтирована плита с надписью «В. В. Тарновский». Состоит из двух разновеликих объёмов. Северная часть фасада возвышается над южной, но уступает примерно в 2,5 раза по ширине, со стороны главного фасада — входная дверь над которой фрамуга в нише формы стрельчатой арки, над нишей розетка, со стороны дворового фасада — пара маленьких стрельчатых окон, под которыми двухскатная крыша пристройки. Фасад (южная часть) главный и дворовой 5-оконный над которыми фрамуги, оконные ниши имеют форму стрельчатых арок, расчленён контрфорсами (в виде «стрел»), которые завершаются пинаклями. Главный фасад направлен к улице Шевченко. Северный торец с пилястрами, южный — утопленными 4 нишами в форме стрельчатых оконных ниш и также разделён пилястрами. Фасад украшен венчающим карнизом, расчленённый пилястрами, разной формы декорирования. 